# Weiter Lohberg

Die Lage des Weiten Lohbergs (rot markiert)

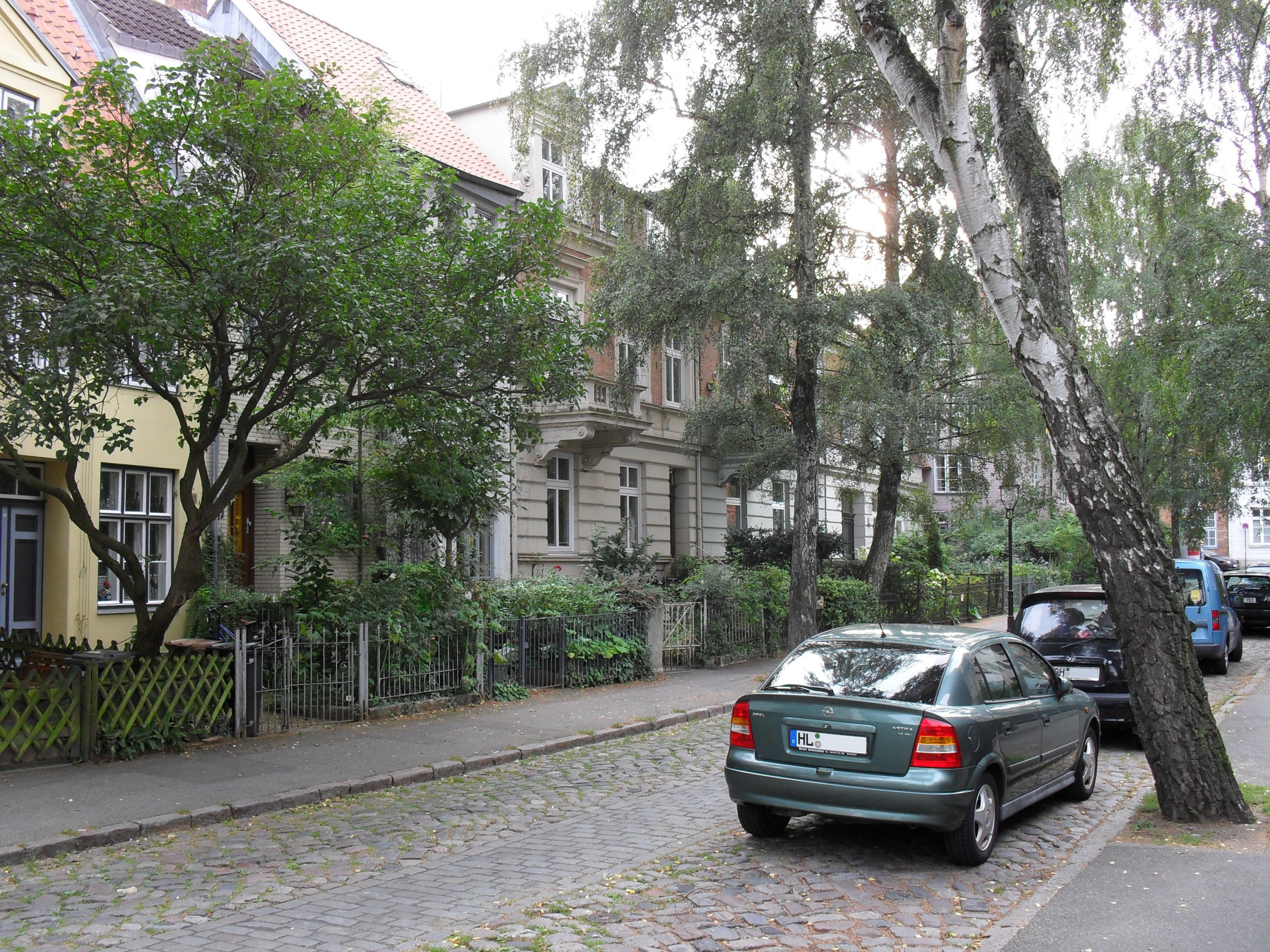
Der Weite Lohberg

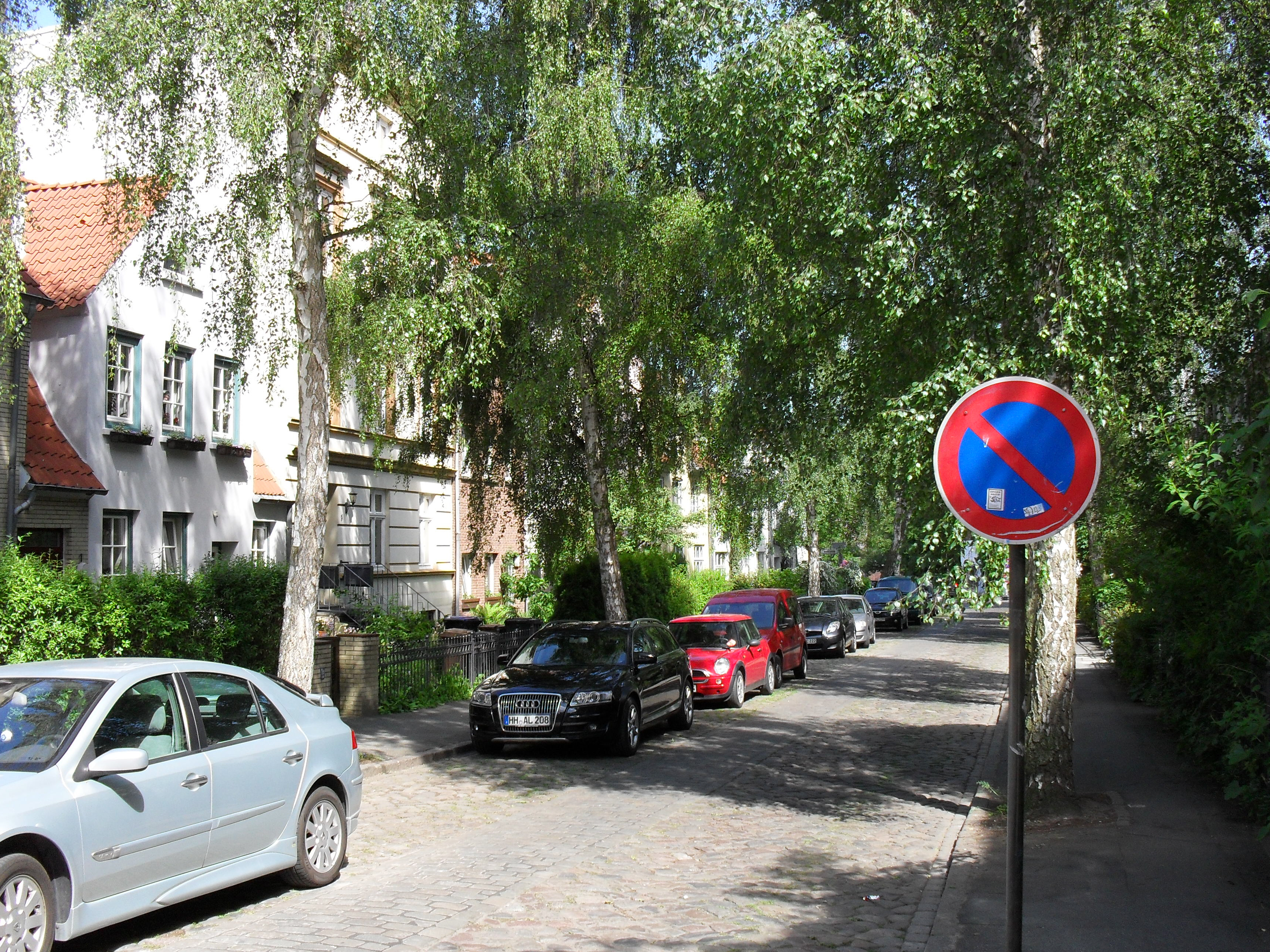
Der Weite Lohberg

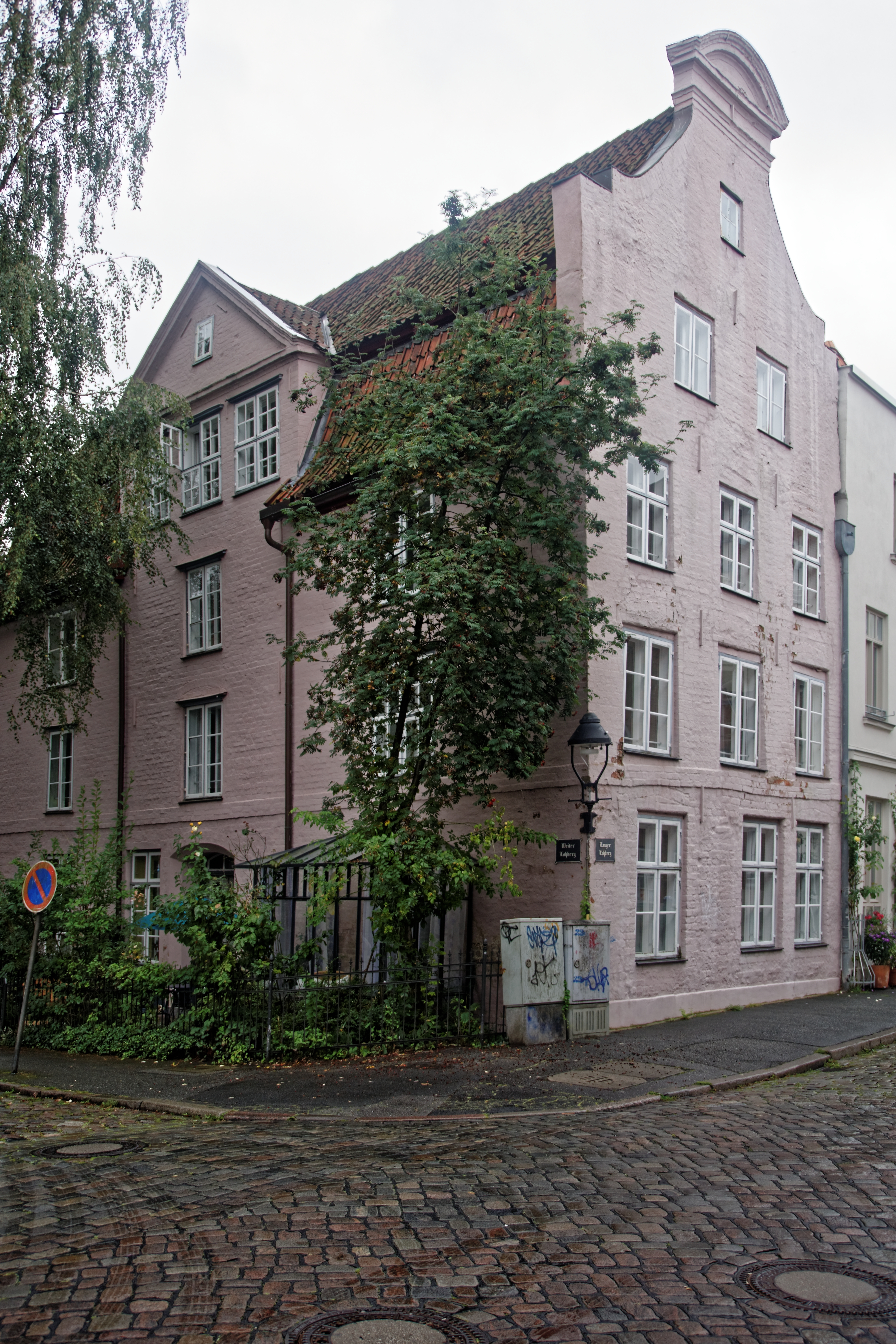
Weiter Lohberg 2

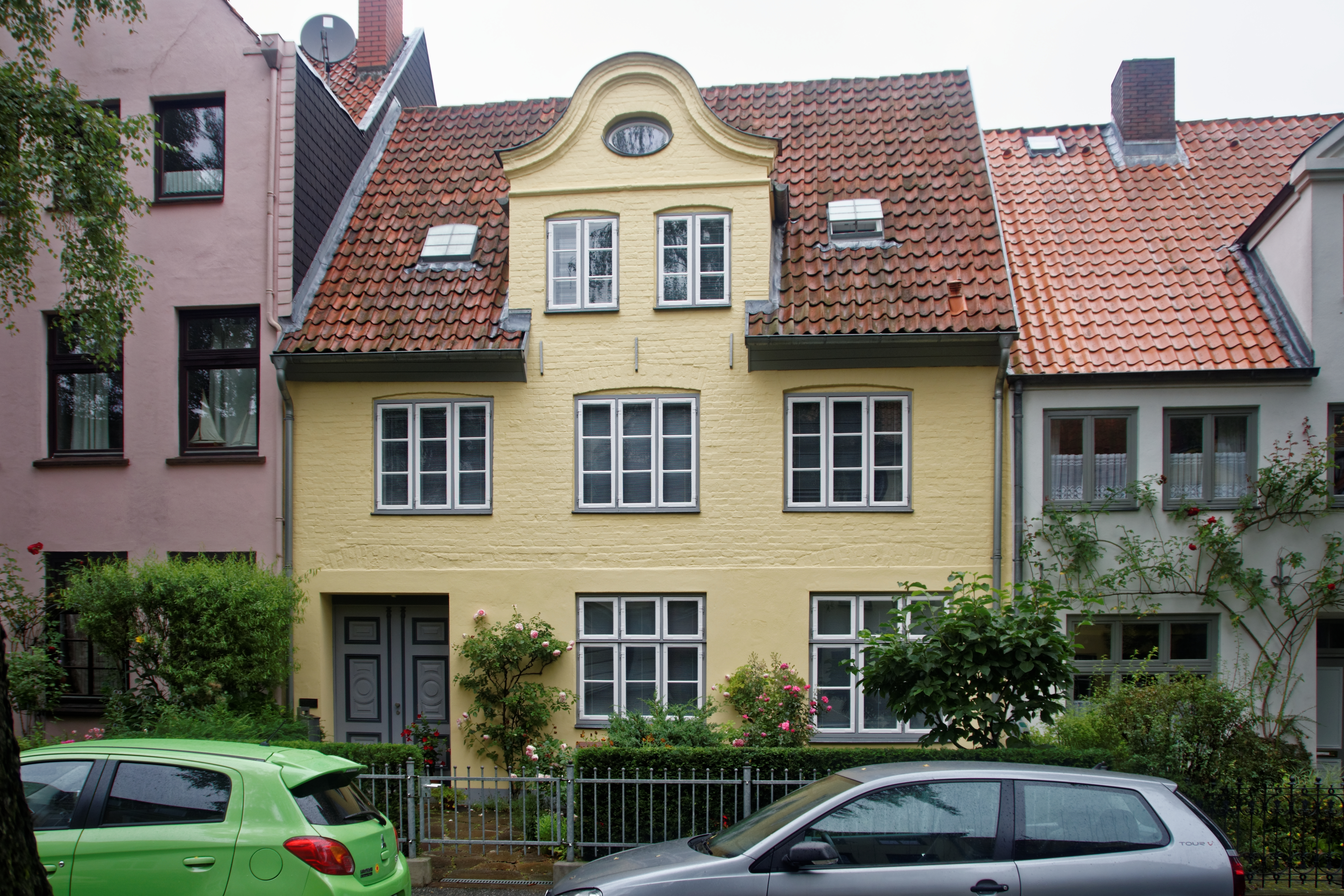
Weiter Lohberg 13–15

Der Weite Lohberg ist eine Straße der Lübecker Altstadt.

## Lage
Der etwa 170 Meter lange Weite Lohberg befindet sich im Nordosten der Altstadtinsel, im Jakobi Quartier. Er beginnt am Langen Lohberg, verläuft ostwärts, kreuzt auf halber Strecke die Wakenitzmauer und endet schließlich an der Kanalstraße.

## Geschichte
Erstmals urkundlich erwähnt wird die Straße 1302 mit der lateinisch-niederdeutschen Mischbezeichnung Nova civitas in Poggenpole (Neue Siedlung beim Froschtümpel), womit Bezug genommen wurde auf den Langen Lohberg, der zu jener Zeit Poggenpohl hieß. Die Benennung deutet darauf hin, dass diese Gegend am Ufer der Wakenitz vor ihrer Bebauung, die zum Teil erst gegen Ende des 13. Jahrhunderts stattfand, eine sumpfige Niederung bildete. 1308 lautet der lateinische Name schlicht Fossa (Gasse), 1431 dann Fossa sive Lobergh (Gasse oder Lohberg), abgeleitet davon, dass die in dieser Gegend ansässigen Lohgerber die breite und reichlich Platz bietende Straße zur Lagerung ihrer Lohe nutzten. 1458 wird die Bezeichnung Lohberghe verwendet. Der heutige Name wurde, in Unterscheidung vom lange Zeit identisch benannten Langen Lohberg, 1852 amtlich festgelegt.
Bis zum Beginn des 20. Jahrhunderts war der Weite Lohberg nur halb so lang wie heute; ursprünglich endete er bereits an der Wakenitzmauer, die an der Innenseite der mittelalterlichen Stadtmauer verlief. Auf der anderen Seite der Mauer befand sich bereits das flache, sumpfige Ufer der damals noch erheblich breiteren Wakenitz. Beim Bau des Elbe-Lübeck-Kanals in den Jahren 1896 bis 1900 wurde hier ein 140 Meter breiter Streifen Neuland aufgeschüttet und der Weite Lohberg bis hinunter zur neu angelegten Kanalstraße verlängert.
Der Weite Lohberg nimmt eine städtebauliche Sonderstellung ein: Er ist die einzige historische Straße der Lübecker Altstadt, in der die Häuser Vorgärten aufweisen.

## Bauwerke
- Weiter Lohberg 2: Im Kern etwa auf das Jahr 1300 zurückgehendes barockes Eckhaus des 18. Jahrhunderts
- Weiter Lohberg 13–15: Auf den Grundmauern einer um 1400 erbauten Bude um 1600 errichtetes und im 18. Jahrhundert barock umgebautes Kleinhaus